# Manufacture des tabacs de Bordeaux
 (décembre 2015).

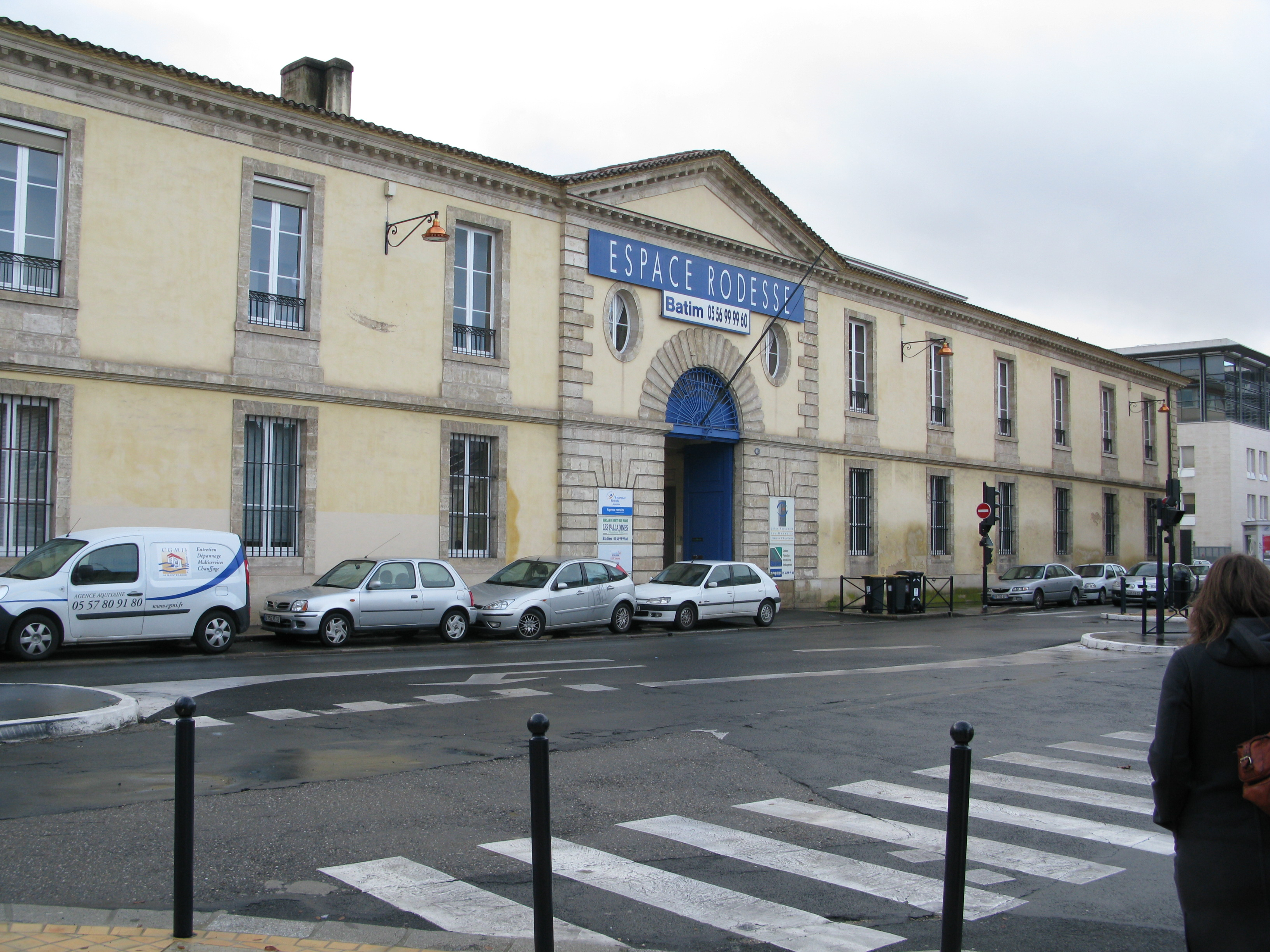
Ancienne manufacture des tabacs de Bordeaux (2010).

La manufacture des tabacs de Bordeaux est un bâtiment industriel construit en 1825 et fermé en 1987, aujourd'hui réhabilité en maison de retraite.
Le décret du 29 décembre 1810 rétablissant le monopole d'État sur les manufactures des tabacs (plantation, production, commercialisation), cette usine devient la seule structure d'approvisionnement de la région bordelaise durant un siècle et demi.
Elle fut le principal employeur de la ville pour les femmes. Environ 600 ouvrières y confectionnaient cigares et poudres de tabac dans cette structure monumentale qui comprenait également des séchoirs, ateliers de fermentation et autres unités de transformation du tabac.